# Жан-П'єр Токото
Жан-П'єр Токото (фр. Jean-Pierre Tokoto, нар. 26 січня 1948, Дуала) — камерунський футболіст, що грав на позиції півзахисника. Більшу частину кар'єри провів у Франції. У 2006 році він був обраний КАФ одним із 200 найкращих африканських футболістів за останні 50 років.

## Ігрова кар'єра
У дорослому футболі дебютував 1963 року виступами за команду «Орікс Дуала», в якій провів шість сезонів, чотири рази ставши чемпіоном країни, двічі — володарем національного Кубка, а також одного разу володарем африканського Кубка чемпіонів.
1968 року Токото перебрався до Франції, виступаючи у сезонах 1968/69 і 1971/72 за «Марсель», вигравши з командою в першому сезоні національний кубок, а другому — «золотий дубль» та Суперкубок Франції.
Надалі виступав у вищому французькому дивізіоні за «Бордо» та «Парі Сен-Жермен», а у 1978—1980 роках у другому дивізіоні за «Безьє».
1980 року Токото переїхав до США, ставши гравцем клубу «Нью-Інгленд Ті Мен» і брав участь в плей-оф Північноамериканської футбольної ліги в 1980 році. Однак команда боролася з фінансовими проблемами в штаті Массачусетс, тому по завершенні сезону перебазувалась в Джексонвілл, штат Флорида, і стала називатися «Джексонвілл Ті Мен». Там Жан-П'єр провів ще один сезон, після чого став виступати за шоубольну команду «Філадельфія Фівер» з Major Indoor Soccer League.

## Виступи за збірну
1972 року у складі національної збірної Камеруну Токото взяв участь у домашньому Кубку африканських націй, де зіграв у всіх п'яти матчах, а команда здобула бронзові нагороди
Згодом у складі збірної був учасником чемпіонату світу 1982 року в Іспанії, де теж був основним гравцем, зігравши у всіх трьох матчах, але команда не подолала груповий етап.

## Титули і досягнення
- Чемпіон Камеруну (4): 1963, 1964, 1965, 1967
- Володар Кубка Камеруну (2): 1963, 1968
- Володар африканського Кубка чемпіонів (1): 1965
- Чемпіон Франції (1): 1972
- Володар Кубка Франції (2): 1969, 1972
- Володар Суперкубка Франції (1): 1971
- Бронзовий призер Кубка африканських націй: 1972

## Особисте життя
Його онук, теж Жан-П'єр, став американським професіональним баскетболістом.
Племінник Токото ― професійний футболіст Максим Тейшейра, який, зокрема, пограв і в донецькому «Олімпіку».